# فيليبي ألفيس رايموندو
فيليبي ألفيس رايموندو (بالبرتغالية: Felipe Alves Raymundo) هو لاعب كرة قدم برازيلي في مركز حراسة المرمى، ولد في 21 مايو 1988 في ساو باولو في البرازيل. لعب مع نادي ساو باولو.

## وصلات خارجية
- فيليبي ألفيس رايموندو على موقع قاعدة بيانات كرة القدم.إي يو (الإنجليزية)
- فيليبي ألفيس رايموندو على موقع Soccerway.com (الإنجليزية)
- فيليبي ألفيس رايموندو على موقع عالم كرة القدم.نت (الإنجليزية)